# والس دانوب
والس دانوب (انگلیسی: Danube Waltz) یک فیلم است که در سال ۱۹۳۰ منتشر شد.